# The Defamation of Strickland Banks
The Defamation of Strickland Banks è il secondo album in studio del rapper britannico Plan B, pubblicato nell'aprile 2010.

## Tracce
1. Love Goes Down – 3:52
2. Writing's on the Wall – 3:42
3. Stay Too Long – 3:44
4. She Said – 3:31
5. Welcome to Hell – 4:32
6. Hard Times – 3:57
7. The Recluse – 3:19
8. Traded in My Cigarettes – 4:14
9. Prayin' – 3:46
10. Darkest Place – 4:20
11. Free – 3:42
12. I Know a Song – 3:10
13. What You Gonna Do – 4:11